# West Praya District
West Praya District (indonesiska: Kecamatan Praya Barat) är ett distrikt i Indonesien.   Det ligger i provinsen Nusa Tenggara Barat, i den sydvästra delen av landet, 1 100 km öster om huvudstaden Jakarta. West Praya District ligger på ön Lombok Island.